# Дом правительства (Бермуды)

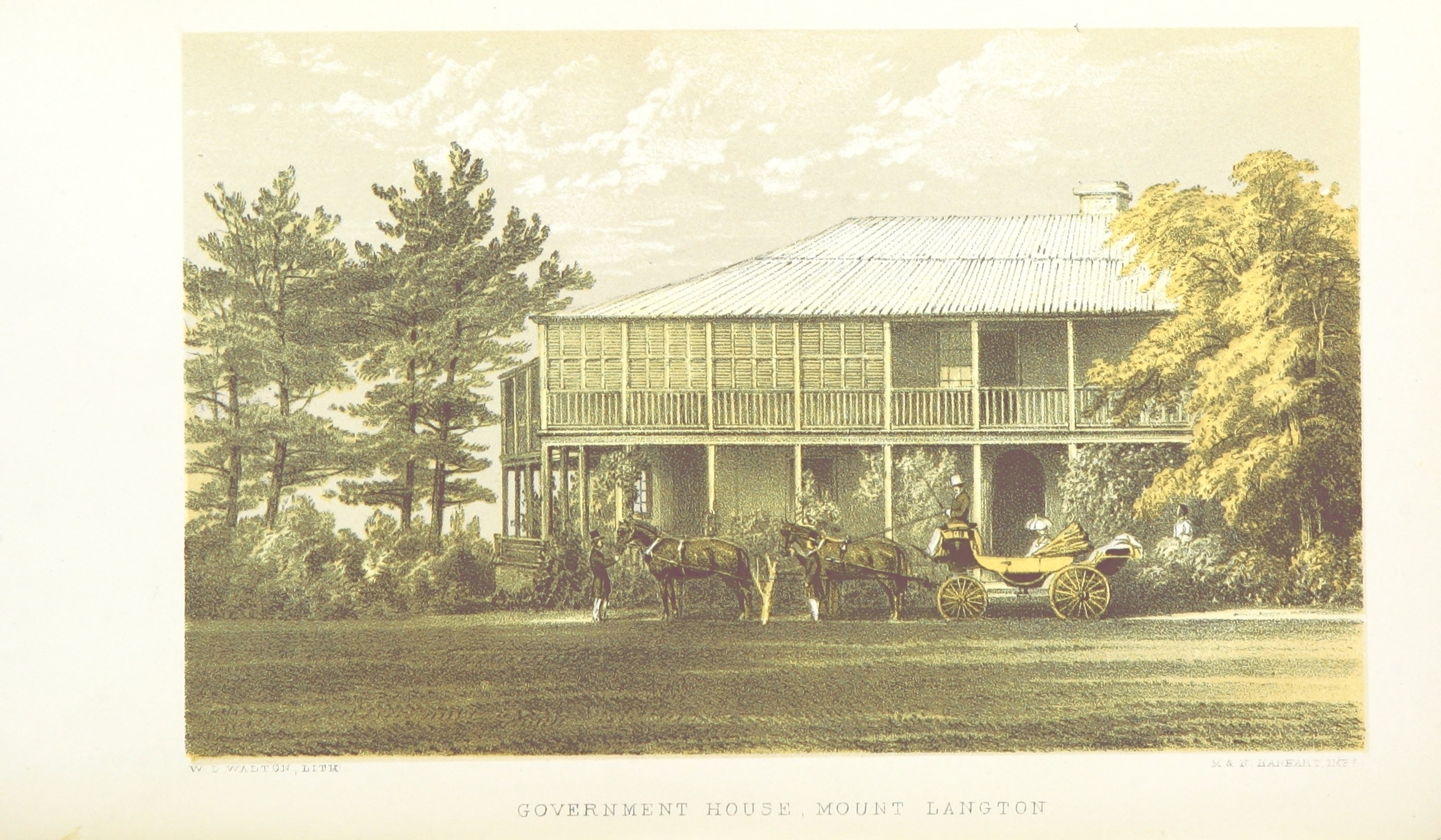
Особняк «Маунт Лэнгтон», ранее стоявший на месте Дома правительства

Дом правительства (англ. Government House of Bermuda) в городе Гамильтоне — официальная резиденция губернатора Бермудских островов, представителя британской короны на островах.
Ранее на месте особняка стоял небольшой частный дом под названием «Маунт Лэнгтон». Особняк был возведён в 1892 году в викторианском стиле шотландским архитектором Уильямом Хэем, по чьим планам был построен и англиканский собор св. Троицы в Гамильтоне. Площадь участка составляет 33 акра.
В 1973 году на территории особняка Эрскин Дюррант «Бак» Берроуз застрелил губернатора Ричарда Шарплса и его помощника. Преступник был пойман и повешен. Это была последняя казнь в Соединённом Королевстве. С тех пор особняк был закрыт для общественности до 2014 года, когда по воскресеньям в его сад стали пускать посетителей.
В Доме правительства останавливается королева при официальных визитах на Бермуды. Также там гостили и другие высокопоставленные лица, включая президента США Джона Кеннеди. Многие из деревьев в саду были посажены в ходе таких визитов.